# Cyclocephala ochracea
Cyclocephala ochracea är en skalbaggsart som beskrevs av Heinrich Bernward Prell 1937. Cyclocephala ochracea ingår i släktet Cyclocephala och familjen Dynastidae. Inga underarter finns listade i Catalogue of Life.